# 1983

## Събития
- 7 февруари – Иран стартира инвазия в югоизточен Ирак
- 1 март – Ирландската група „Ю Ту“ издава третия си албум War.
- 8 март – Американският президент Роналд Рейгън назовава СССР „дяволска империя“.
- 1 юли – Севернокорейски самолет „Ил-62M“, който пътува към Гвинея, се разбива в планините Фута Джалон в Гвинея, при което загиват всички 23 души на борда.
- 11 юли – Самолетът при полет 173 на TAME се разбива в хълм по време на подход към международното летище „Марискал Ламар“, Куенка, Еквадор и убива всички 119 души на борда.
- 21 юли – На Антарктида е измерена най-ниската температура на планетата от -89,2 °C
- 23 юли – Самолетът при полет 143 на „Еър Канада“ (известен като „Гимли Глидър“) изчерпва горивото си и прави аварийно кацане в Гимли, Манитоба.
- 30 август – Самолетът при полет 5463 на „Аерофлот“ се разбива в планината Долан, докато приближава международното летище в Алмати в днешен Казахстан и убива всички 90 души на борда.
- 1 септември – „Студената война“: Съветски изтребител „Су-15“ на СССР сваля над остров Сахалин, южнокорейски пътнически самолет „Боинг 747“ (полет 007 на „Кориън Еър Лайнс“), който неволно навлиза в съветското въздушно пространство поради грешно зададен маршрут в навигационната система на самолета от пилотите. Сваленият самолет превозва 246 пътници + 23 души екипаж, като изпълнява редовен полет от Ню Йорк за Сеул (с междинно кацане в Анкъридж). Свален е, след като се отклонява 500 километра от курса. Загиват всичките 269 души на борда. Инцидентът предизвика сериозно влошаване, на и без това обтегнатите отношения между СССР и САЩ. Президентът на САЩ Роналд Рейгън, след инцидента обявява кръстоносен поход срещу комунизма.
- 2 октомври – В София е създадена група Спринт.
- 27 ноември – Самолетът при полет 011 на „Авианка“ катастрофира край Мадрид, загиват всичките 181 души на борда.
- 31 декември – Три бомби са взривени във Франция. Едната – взривена във влак в Париж – убива трима души и ранява 19, а другата – в Марсилия – убива двама и ранява 34 души.
- Йау Минг Пей печели годишната архитектурна награда „Прицкер“.

## Родени
- 1 януари – Даниел Харке, испански футболист († 2009 г.)
- 10 януари – Тервел Пулев, български боксьор
- 16 януари – Емануел Погатец, австрийски футболист
- 18 януари – Вихрен Узунов, български футболист
- 21 януари – Милчо Танев, български футболист
- 24 януари – Скот Спийд, американски пилот от Формула 1
- 25 януари – Теодора Малчева, българска състезателка по ски бягане
- 3 февруари – Хилари Скот, американска порнографска актриса
- 8 февруари – Олга Сияпутра, индонезийски актьор († 2015 г.)
- 9 февруари – Димитър Рангелов, български футболист
- 16 февруари – Димитър Гечев, български политик и икономист
- 18 февруари – Щерион Гавальов, български футболист
- 19 февруари – Детелин Далаклиев, български боксьор
- 23 февруари –
  - Красимир Гайдарски, български волейболист
  - Емили Блънт, английска актриса
- 26 февруари – Пепе, португалски футболист
- 1 март 
  - Станка Златева, българска състезателка по борба
  - Алисия, българска попфолк певица
- 4 март 
  - Илтер Садъков, български политик
  - Зоран Балдовалиев, български футболист
- 6 март – Андраник Теймурян, ирански футболист
- 12 март – Боян Йорданов, български волейболист
- 14 март – Жозе Емилио Фуртадо, португалски футболист
- 19 март – Ваня Дзаферович, хърватски футболист
- 21 март – Владимир Зафиров, български футболист
- 23 март – Владислав Златинов, български футболист
- 1 април 
  - Кристиан Шулц, немски футболист
  - Херман Пиетробон, аржентински футблист
- 2 април – Дончо Атанасов, български футболист
- 15 април – Стоян Самунев, български волейболист
- 21 април – Тодор Алексиев, български волейболист
- 24 април – Абдер Кабус, френски футболист
- 29 април – Семих Шентюрк, турски футболист
- 3 май – Мартон Фюльоп, унгарски футболист
- 7 май – Гари О'Конър, шотландски футболист
- 12 май – Донал Глийсън, ирландски актьор
- 13 май 
  - Грегори Льомаршал, френски музикант
  - Маркос Чарас, аржентински футболист
- 14 май – Анаи, мексиканска актриса
- 16 май – 100 кила, български рап певец
- 17 май – Димитър Стоянов, български политик и юрист
- 20 май – Александра Сърчаджиева, българска актриса и телевизионна водеща
- 22 май – Любена Нинова, българска поп певица
- 28 май – Христо Гаджев, български политик
- 29 май – Явор Въндев, български футболист
- 4 юни – Емануел Ебуе, котдивоарски футболист
- 8 юни 
  - Ким Клайстърс, белгийска тенисистка
  - Нино Харатишвили, грузинско-немска писателка
- 10 юни – МакSим, руска певица
- 12 юни – Калин Николов
- 13 юни – Ребека Линарес, испанска порнографска актриса
- 14 юни – Николай Харизанов, български футболист
- 15 юни – Иванка Моралиева, плувкиня
- 30 юни – Черил, английска поп певица
- 14 юли – Игор Андреев, руски тенисист
- 20 юли 
  - Милан Коприваров, български футболист
  - Виктор Танев, български актьор
- 24 юли – Жозе Алтафини, бразилско-италиански футболист
- 27 юли – Горан Пандев, футболист от Република Македония
- 28 юли – Михаил Венков, български футболист
- 29 юли – Димо Алексиев, български актьор
- 30 юли – Петя Неделчева, българска бадминтонистка
- 2 август – Хатидже Шендил, турска актриса и модел
- 12 август – Мерием Узерли, турска актриса
- 14 август – Мила Кунис, американска актриса
- 18 август – Крис Бойд, шотландски футболист
- 27 август – Джамала, украинска певица
- 28 август – Алфонсо Ерера, мексикански актьор и певец
- 30 август – Александър Кадиев, български актьор и телевизионен водещ
- 1 септември – Кирил Терзиев, български борец
- 3 септември – Габриел Саргисян, арменски шахматист
- 4 септември – Айдън Селчук, турски боксьор
- 6 септември – Радослав Великов, български борец
- 12 септември – Павел Христов, български политик
- 14 септември – Ейми Уайнхаус, английска певица († 2011 г.)
- 16 септември – Кърсти Ковънтри, Зимбабвийска плувкиня
- 18 септември – Кевин Дойл, ирландски футболист
- 23 септември – Магда, българска попфолк певица
- 2 октомври – Йордан Юруков, български футболист
- 5 октомври 
  - Ники Хилтън, една от наследниците на семейство Хилтън, актриса и модел
  - Джеси Айзенбърг, американски актьор
- 11 октомври
  - Иван Белчев, български политик 
  - Руслан Пономарьов, украински гросмайстор
- 12 октомври – Деян Каменов, български поп-рок певец
- 16 октомври – Красимир Русев, български шахматист
- 17 октомври – Фелисити Джоунс, английска актриса
- 26 октомври – Сантра, българска R&B певица
- 27 октомври – Къванч Татлъту, турски актьор и модел
- 28 октомври – Александру Пицурка, румънски футболист
- 29 октомври 
  - Нурчан Тайлан, турска състезателка по вдигане на тежести
  - Нурджан Тайлан, турска щангистка
- 31 октомври – Александър Грисчук, руски шахматист и гросмайстор
- 1 ноември – Наталия Тена, британска актриса
- 3 ноември – Фининьо, бразилски футболист
- 8 ноември – Бланка Влашич, хърватска лекоатлетка
- 17 ноември – Кристофър Паолини, американски писател
- 19 ноември – Адам Драйвър, американски актьор
- 27 ноември – Донта Смит, американски баскетболист
- 28 ноември – Ваня Стамболова, българска лекоатлетка
- 5 декември – Нели Петкова, българска поп певица
- 19 декември – Мартин Георгиев, български перкусионист и композитор
- 22 декември – Мира, българска попфолк певица
- 31 декември – Николай Костадинов, български политик и бизнесмен

## Починали
- ? – Станчо Проданов - Зигото, български футболист
- 15 януари – Майър Лански, американски мафиот
- 20 януари – Гаринча, бразилски футболист
- 24 януари – Джордж Кюкор, американски филмов режисьор (р. 1899 г.)
- 27 януари – Луи дьо Фюнес, френски актьор и комик (р. 1914 г.)
- 25 февруари – Тенеси Уилямс, американски драматург
- 4 март – Стефан Илчев, български езиковед (р. 1898 г.)
- 8 март – Петко Попганчев, Български офицер, летец
- 10 март – Борис Василев, български футболист и футболен ръководител
- 14 март – Морис Роне, френски режисьор и актьор (р. 1927 г.)
- 27 април – Димо Тодоровски, скулптор от СР Македония
- 30 април – Мъди Уотърс, американски музикант (р. 1915 г.)
- 6 май – Ник Дим Кос, български илюзионист (р. 1901 г.)
- 25 май – Идрис, крал на Либия
- 21 юли – Иван Фунев, български скулптор
- 29 юли – Луис Бунюел, испански режисьор (р. 1900 г.)
- 2 август – Филип Филипов, български театрален режисьор и общественик (р. 1914 г.)
- 30 септември – Григор Угаров, български писател
- 10 октомври – Сър Ралф Ричардсън, английски актьор (р. 1902 г.)
- 15 ноември – Таки Хрисик, югославски композитор
- 16 ноември – Дора Габе, българска поетеса (р. 1888 г.)
- 28 ноември – Ярослав Тагамлицки, български математик (р. 1917 г.)
- 2 декември – Павел Вежинов, български писател (р. 1914 г.)
- 25 декември – Жоан Миро, испански (каталонски) художник сюрреалист и скулптор (р. 1893 г.)

## Нобелови награди
- Физика – Субраманян Чандрасекар, Уилям Алфред Фаулър
- Химия – Хенри Таубе
- Физиология или медицина – Барбара Макклинтък
- Литература – Уилям Голдинг
- Мир – Лех Валенса
- Икономика – Джерард Дебрю

——
Вижте също:
- календара за тази година